# Ильковцы (Закарпатская область)
Ильковцы (укр. Ільківці) — село в Ивановецкой сельской общине Мукачевского района Закарпатской области Украины.
Население по переписи 2001 года составляло 76 человек. Почтовый индекс — 89632. Телефонный код — 3131. Занимает площадь 0,162 км². Код КОАТУУ — 2122780405.

## История
В 1946 году указом ПВС УССР село Енковцы переименовано в Ильковцы.